# انتونی فرانسیس لوکاس
انتونی فرانسیس لوکاس (انگلیسی: Anthony Francis Lucas؛ ۹ سپتامبر ۱۸۵۵ – ۲ سپتامبر ۱۹۲۱) یک دانشمند بود.